# Holy Money (album)
Holy Money – czwarty album studyjny amerykańskiego zespołu Swans, wydany w 1986 przez K.422. W następnym roku w tej samej wytwórni ukazała się wersja CD zawierająca dodatkowo wszystkie utwory z singla A Screw.
Utwory z Holy Money powstawały częściowo na tych samych sesjach, na których nagrano utwory znajdujące się na wcześniejszej płycie Greed. Oba albumy utrzymane są więc w podobnym stylu będącym eksperymentalną formą industrial rocka. Muzykę na płycie skomponowali wszyscy członkowie zespołu, teksty napisał Michael Gira.

## Lista utworów
Wersja LP:
| Nr | Tytuł utworu           | Długość |
| -- | ---------------------- | ------- |
| 1. | „A Hanging”            | 5:48    |
| 2. | „You Need Me”          | 1:23    |
| 3. | „Fool” (#2)            | 5:54    |
| 4. | „A Screw (Holy Money)” | 5:00    |
| 5. | „Another You”          | 7:43    |
| 6. | „Money Is Flesh” (#2)  | 5:02    |
| 7. | „Coward”               | 5:10    |
|    |                        | 36:00   |

Dodatkowe utwory (z singla A Screw) w wersji CD:
| Nr | Tytuł utworu                 | Długość |
| -- | ---------------------------- | ------- |
| 1. | „A Screw (Holy Money)” (Mix) | 5:41    |
| 2. | „Blackmail”                  | 4:54    |
| 3. | „A Screw”                    | 5:00    |
|    |                              | 15:35   |

- „Fool” (#2) oraz „Money Is Flesh” (#2) są innymi wersjami utworów umieszczonych wcześniej na albumie Greed.

## Twórcy
- Michael Gira – śpiew, gitara basowa, taśmy, sample
- Jarboe – śpiew, instrumenty klawiszowe
- Norman Westberg – gitara elektryczna
- Harry Crosby – gitara basowa
- Algis Kizys – gitara basowa
- Ronaldo Gonzalez – perkusja, fortepian
- Ivan Nahem – perkusja
- Ted Parsons – perkusja

## Reedycje
W latach 90. (po rozpoczęciu wydawania reedycji nagrań Swans przez Young God Records) album Holy Money nie został wznowiony w oryginalnej wersji. Większość utworów z płyty weszła jednak w skład kompilacji Greed / Holy Money z 1992 (i jej późniejszych dwupłytowych wydań z 1999, 2005 i 2010 razem z albumem Cop / Young God).